# 제30회 유럽 영화상
제30회 유럽 영화상은 2017년 12월 9일에 열린 시상식이다.

## 수상 및 후보

### 유러피안 작품상
- 더 스퀘어 - 루벤 외스틀룬드 수상
- 120 BPM - 로빈 캉필로
- 러브리스 - 안드레이 즈비아긴체프
- 우리는 같은 꿈을 꾼다 - 일디코 엔예디
- 희망의 건너편 - 아키 카우리스마키

### 유러피안 코메디상
- 더 스퀘어 - 루벤 외스틀룬드 수상
- 벨기에인들의 왕 - 피터 브로센 외 1명
- 빈센트 - 크리스토프 반 롬페이
- 웰컴 투 저머니 - 시몬 베호벤

### 유러피안 디스커버리상
- 레이디 맥베스 - 윌리엄 올드로이드 수상
- 블러디 밀크 - 휴베르트 차루엘
- 신 없는 세상 - 라릿자 페트로바
- 1993년의 여름 - 카를라 시몬
- 에러마이츠 - 로니 트록커

### 유러피안 다큐멘터리상
- 성찬식 - 안나 자멕카 수상
- 아우스터리츠 - 세르히 로즈니차
- 라 차나 - 루치아 스토예비치
- 당신들의 천국 - 귀도 헨드릭스
- 더 굿 포스트맨 - 토니슬라브 흐리스토프

### 유러피안 애니메이션상
- 러빙 빈센트 - 도로타 코비엘라 외 1명 수상
- 에델과 어니스트 - 로저 메인우드
- 해변의 루이즈 - 장 프랑수아 라귀니
- 몬스터 파크 - 아르튀르 드 팽 외 1명

### 유러피안 단편영화상
- 타임코드 - 주안조 지멘네즈 페나 수상
- 코파-로카 - 크리스토스 마살라스
- 엔 라 보카 - 마테오 가리글리오
- 어느 날 스웨덴 해변에서 - 시몬 발네
- 인포메이션 스키스 - 메타해븐
- 러브 - 레카 부시
- 디 아티피셜 유머스 - 가브리엘 아브란테스
- 더 써클 - 루켄 테케스
- 더 디신헤리티드 - 로라 페레스
- 더 파티 - 앤드리아 하킨
- 어글리 - 니키타 디아커
- 워너비 - 야니스 렌즈
- 서면동의서 - 아드리안 실리스테아누
- 괜찮을 거야 - 셀린느 드보
- 영 멘 앳 데어 윈도우 - 루키아노스 모스호나스

### 유러피안 감독상
- 더 스퀘어 - 루벤 외스틀룬드 수상
- 러브리스 - 안드레이 즈비아긴체프
- 우리는 같은 꿈을 꾼다 - 일디코 엔예디
- 더 킬링 오브 어 세이크리드 디어 - 요르고스 란티모스
- 희망의 건너편 - 아키 카우리스마키

### 유러피안 여우주연상
- 우리는 같은 꿈을 꾼다 - 알렉상드라 보르벨리 수상
- 렛 더 선샤인 인 - 줄리엣 비노쉬
- 프란츠 - 폴라 비어
- 해피 앤드 - 이자벨 위페르
- 레이디 맥베스 - 플로렌스 퓨

### 유러피안 남우주연상
- 더 스퀘어 - 클라에스 방 수상
- 120 BPM - 나우엘 페레즈 비스카야트
- 해피 앤드 - 장-루이 트린티냥
- 슈테판 츠바이크: 패러웰 투 유럽 - 조세프 하데르
- 더 킬링 오브 어 세이크리드 디어 - 콜린 파렐

### 유러피안 각본상
- 더 스퀘어 - 루벤 외스틀룬드 수상
- 프란츠 - 프랑소와 오종
- 러브리스 - 올레그 네긴 외 1명
- 우리는 같은 꿈을 꾼다 - 일디코 엔예디
- 더 킬링 오브 어 세이크리드 디어 - 요르고스 란티모스 외 1명

### 유러피안 촬영상
- 러브리스 - 미카일 크리취만 수상

### 유러피안 음악상
- 러브리스 - 에브구에니 갈페리네 외 1명 수상

### 유러피안 편집상
- 120 BPM - 로빈 캉필로 수상

### 유러피안 미술감독상
- 더 스퀘어 - 조시핀 아스베르그 수상

### 유러피안 사운드디자이너상
- 몬스터 콜 - 오리올 타라고 수상

### 유러피안 의상디자이너상
- 스푸어 - 카타르지나 레빈스카 수상

### 유러피안 헤어&메이크업상
- 브림스톤 - 린데트 반 님베건 수상

### 유럽영화아카데미 평생공로상
- 알렉산더 소쿠로프 수상

### 올해의 유러피안 공동제작상
- 세도미르 콜라 수상

### 유러피안 월드 시네마상
- 줄리 델피 수상

### EFA 장편 영화 셀렉션
- 아 챰브라 - 조나스 카피그나노
- 어 데이트 포 매드 메리 - 다렌 쏜톤
- 젠틀 크리처 - 세르히 로즈니차
- 언 주이프 아우 르'에셈플 - 자콥 베르제
- 몬스터 콜 - 후안 안토니오 바요나
- 애프터이미지 - 안제이 바이다
- 아나, 모나무르 - 칼린 피터 네처
- 120 BPM - 로빈 캉필로
- 크나큰 세계 - 레하 에르뎀
- 렛 더 선샤인 인 - 클레어 드니
- 브림스톤 - 마틴 쿨호벤
- 럭키 - 세르지오 카스텔리토
- 프란츠 - 프랑소와 오종
- 프로스트 - 샤루나스 바르타스
- 신 없는 세상 - 라릿자 페트로바
- 해피 앤드 - 미카엘 하네케
- 하트스톤 - 구두문두르 아르나르 구드문드손
- 홈 - 피엔 트로치
- 아이스 마더 - 보단 슬라마
- 인 타임스 오브 페이딩 라이트 - 마티 게쇼넥
- 헤어질 수 없는 우리 - 에도아르도 데 안젤리스
- 인시리에이티드 - 필리페 반 레우
- 이스탄불 레드 - 페르잔 오즈페텍
- 주피터스 문 - 코르넬 문드럭초
- 레이디 맥베스 - 윌리엄 올드로이드
- 레일라 M - 마이케 더 용
- 러브리스 - 안드레이 즈비아긴체프
- 마이 그랜드마더 패니 카플란 - 올레나 데미야넨코
- 우리는 같은 꿈을 꾼다 - 일디코 엔예디
- 파라다이스 - 안드레이 콘찰로프스키
- 레퀴엠: J를 위하여 - 보얀 불레티치
- 리턴 투 몬탁 - 폴커 슐렌도르프
- 슈테판 츠바이크: 패러웰 투 유럽 - 마리아 슈라더
- 사미 블러드 - 아만다 커넬
- 소피아의 아들 - 엘리나 프시코
- 스푸어 - 아그네츠카 홀란드
- 1993년의 여름 - 카를라 시몬
- 더 콘스티튜션 - 라즈코 그릭
- 더 퓨리 오브 어 페이션트 맨 - 라울 아레발로
- 더 킬링 오브 어 세이크리드 디어 - 요르고스 란티모스
- 더 킹스 초이스 - 에릭 포페
- 라스트 패밀리 - 얀 P. 마투신스키
- 공장에는 아무것도 없다 - 페드로 피뇨
- 희망의 건너편 - 아키 카우리스마키
- 더 파티 - 샐리 포터
- 더 스퀘어 - 루벤 외스틀룬드
- 우리 선생님을 고발합니다 - 얀 흐르베이크
- 톰 오브 핀란드 - 도메 카루코스키
- 베스턴 - 발레스카 그리스바흐
- 와일드 마우스 - 조세프 하데르
- 유 디서피어 - 피터 쇼나우 포그

### EFA 다큐멘터리 셀렉션
- 아우스터리츠 - 세르히 로즈니차
- 성찬식 - 안나 자멕카
- 데드 동키스 피어 노 하이에나 - 요아킴 뎀머
- 하우 투 미트 어 머메이드 - 코코 슈리버
- 라 차나 - 루치아 스토예비치
- 엑소시스트 - 페레리카 디 자아코모
- 낫띵우드 - 소니아 크론런드
- 스쿨 라이프 - 네사 니 치아나인
- 당신들의 천국 - 귀도 헨드릭스
- 시멘트의 맛 - 지야드 칼톰
- 더 굿 포스트맨 - 토니슬라브 흐리스토프
- 더 베너러블 W. - 바벳 슈로더
- 워쇼 - 안드레아스 달스가르드 외 1명
- 울트라 - 벌라쥐 시모니
- 서안 지구 비망록 - 아모스 지타이